# Eugen von Schkopp
Wilhelm Ernst Eugen von Schkopp (* 20. Oktober 1839 in Dyhernfurth; † 4. Oktober 1925 in Puschkowa bei Breslau) war ein preußischer Generalmajor und erster Kommandant des Truppenübungsplatzes Munster. 

## Leben

### Herkunft
Eugen war Angehöriger derer von Schkopp sowie der Sohn des preußischen Majors a. D. Carl Eduard Hubertus von Schkopp (1786–1859) und dessen Ehefrau Friederike Wilhelmine, geborene von Kalckreuth (1783–1842). Der spätere preußische General der Infanterie Hermann von Schkopp (1833–1898) war sein älterer Bruder.

### Militärkarriere
Schkopp besuchte Schulen in Dyhernfurth, Sagan und Sprottau sowie die Kadettenhäuser in Wahlstatt und Berlin. Anschließend wurde er am 8. Mai 1858 als Sekondeleutnant dem 7. Infanterie-Regiment der Preußischen Armee überwiesen. Als solcher nahm er 1866 während des Krieges gegen Österreich an den Kämpfen bei Nachod teil und wurde dabei leicht verwundet. Der Heilungsprozess machte jedoch mehrfache Kuraufenthalte notwendig. Ende Juli 1866 avancierte Schkopp zum Premierleutnant und war ab Oktober 1868 für ein Jahr zum 1. Schlesischen Jäger-Bataillon Nr. 5 nach Görlitz kommandiert. Mit seinem Stammregiment nahm Schkopp 1870/71 am Krieg gegen Frankreich teil. Er kämpfte bei Weißenburg, Wörth und Sedan. Mit seiner Beförderung zum Hauptmann wurde er am 2. September 1870 zum Kompaniechef ernannt und kurz darauf mit dem Eisernen Kreuz II. Klasse ausgezeichnet. In dieser Eigenschaft nahm er an der Belagerung von Paris teil.
Anfang April 1881 wurde Schkopp als überzähliger Major in das 2. Ostpreußische Grenadier-Regiment Nr. 3 versetzt und am 10. Januar 1883 zum etatsmäßigen Stabsoffizier ernannt. Vom 15. November 1883 bis zum 10. November 1884 fungierte er als Kommandeur des II. Bataillons. Anschließend war Schkopp als Kommandeur des I. Bataillons im 4. Oberschlesischen Infanterie-Regiment Nr. 63 tätig. Mit der Beförderung zum Oberstleutnant wurde er am 22. März 1888 als etatsmäßiger Stabsoffizier in das 4. Niederschlesische Infanterie-Regiment Nr. 51 nach Brieg versetzt. Als Oberst erhielt Schkopp am 24. März 1890 das Kommando über das 6. Brandenburgische Infanterie-Regiment Nr. 52 in Cottbus. Auf Veranlassung seines Regimentschefs, des Prinzen Arnulf von Bayern, wurde Schkopp für seine Leistungen in der Truppenführung das Komturkreuz des Bayerischen Militärverdienstordens verliehen.
Am 25. März 1893 wurde er mit der gesetzlichen Pension zur Disposition gestellt und unter Belassung seiner bisherigen Uniform mit den aktiven Dienstzeichen zum Kommandanten des neu errichteten Truppenübungsplatzes Munster ernannt. In dieser Stellung erhielt Schkopp am 15. Juni 1893 den Charakter als Generalmajor und wurde für seine Arbeit an der Vervollkommnung des Übungsplatzes mit dem Ritterkreuz II. Klasse des Kronenordens, dem Ritterkreuz II. Klasse mit Eichenlaub des Roten Adlerordens sowie dem Komturkreuz mit Stern des Königlichen Hausordens von Hohenzollern geehrt. Aufgrund seines Gesundheitszustandes bat er um seinen Abschied und trat am 18. März 1899 in den Ruhestand.

### Familie
Schkopp hatte sich am 23. September 1869 in Görlitz mit Bianke von Koschembahr (1848–1873) verheiratet. Nach ihrem Tod ehelichte er am 29. Juli 1876 in Löwenberg Charlotte Karoline Frank (1840–1891). Aus den Ehen gingen folgende Kinder hervor:
- Agnes (1872–1873)
- Antonie Ida Bianka (1877–1952)
- Kurt (1878–1885)
- Ullrich Karl Gustav (* 1880), Oberleutnant im 4. Niederschlesischen Infanterie-Regiment Nr. 51
- Günther (*/† 1883)